# Fluorographène

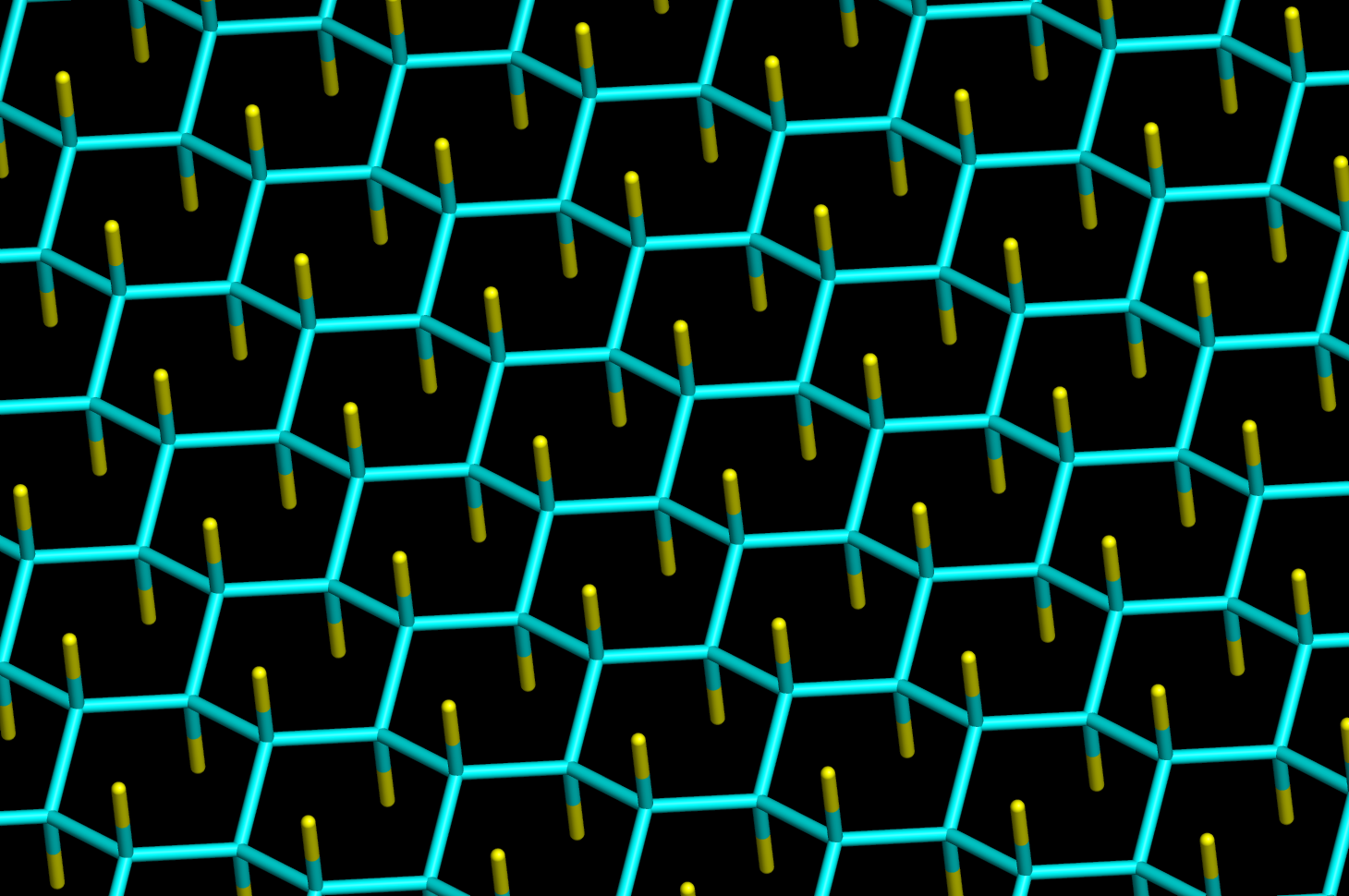
Structure du fluorographène en conformation chaise vu de dessus

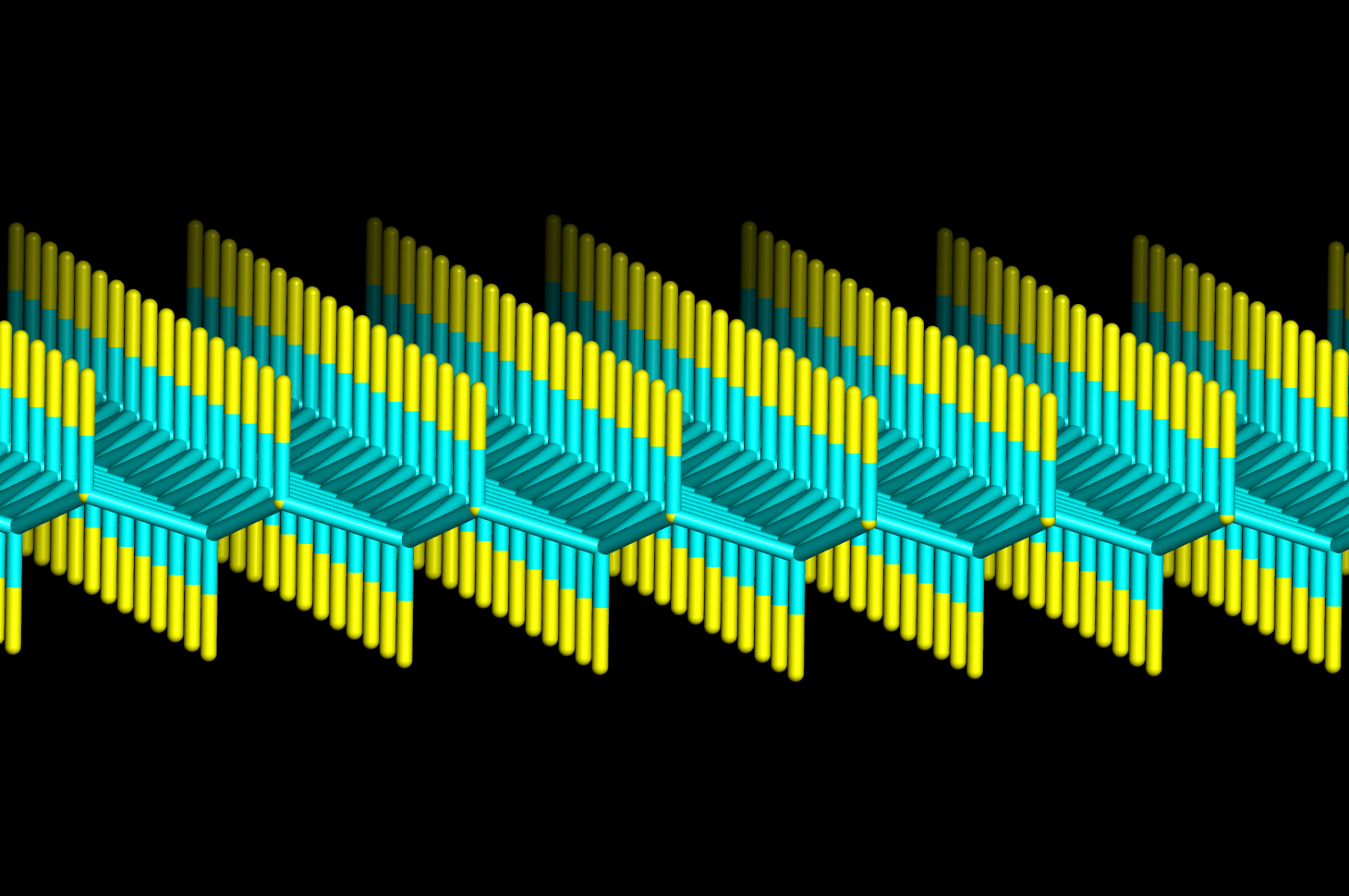
Structure du fluorographene dans la conformation chaise vu du côté

Fluorographène (ou perfluorographane, fluorure de graphène)  est un fluorocarbone dérivé du graphène. Il se présente sous forme de feuille de carbone en deux dimensions. Chaque atome de carbone est lié à un atome de fluor et par conséquent hybridé sp3. Sa formule chimique est (CF)n. En comparaison, le téflon est composé de chaînes carbonées où chaque atome de carbone est lié à deux atomes de fluor.
Ce matériau a été synthétisé par une équipe de chercheurs à l'université de Manchester[réf. nécessaire]. 
Le fluorographène possède des propriétés analogues à celles du téflon, c'est-à-dire une excellente stabilité chimique et il est capable de résister à de hautes températures. Il est aussi un excellent isolant électrique.